# ノボスフィンゴビウム属
ノボスフィンゴビウム属（ーぞく、Novosphingobium）はエリスロバクター科の種の一つである。グラム陰性菌である。フェノール、アニリン、ニトロベンゼン及びフェナントレンといった芳香族化合物を分解するN. taihuenseを含む。韓国蔚山湾で発見されたN. aromativoransは2～5 環の芳香族化合物を分解する。